# Lista de cidades do Saara Ocidental

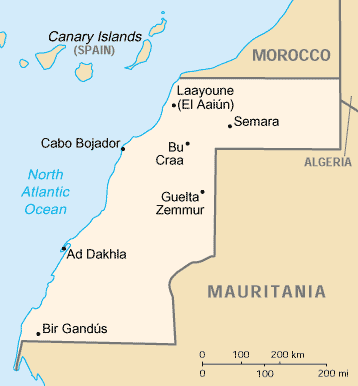
Mapa do Saara Ocidental.

Localização das cidades do Saara Ocidental

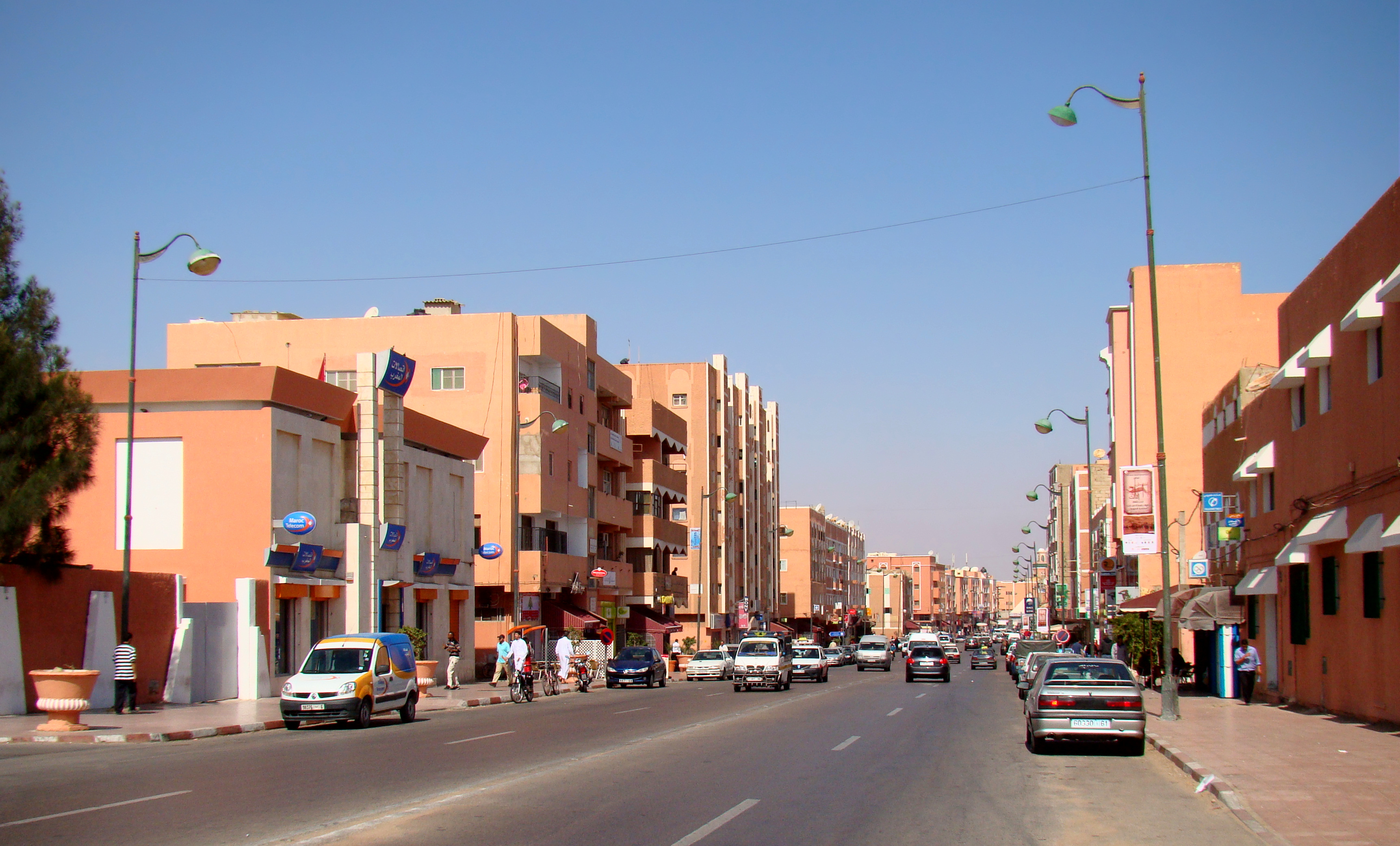
El Aiune, a capital e maior cidade do território.

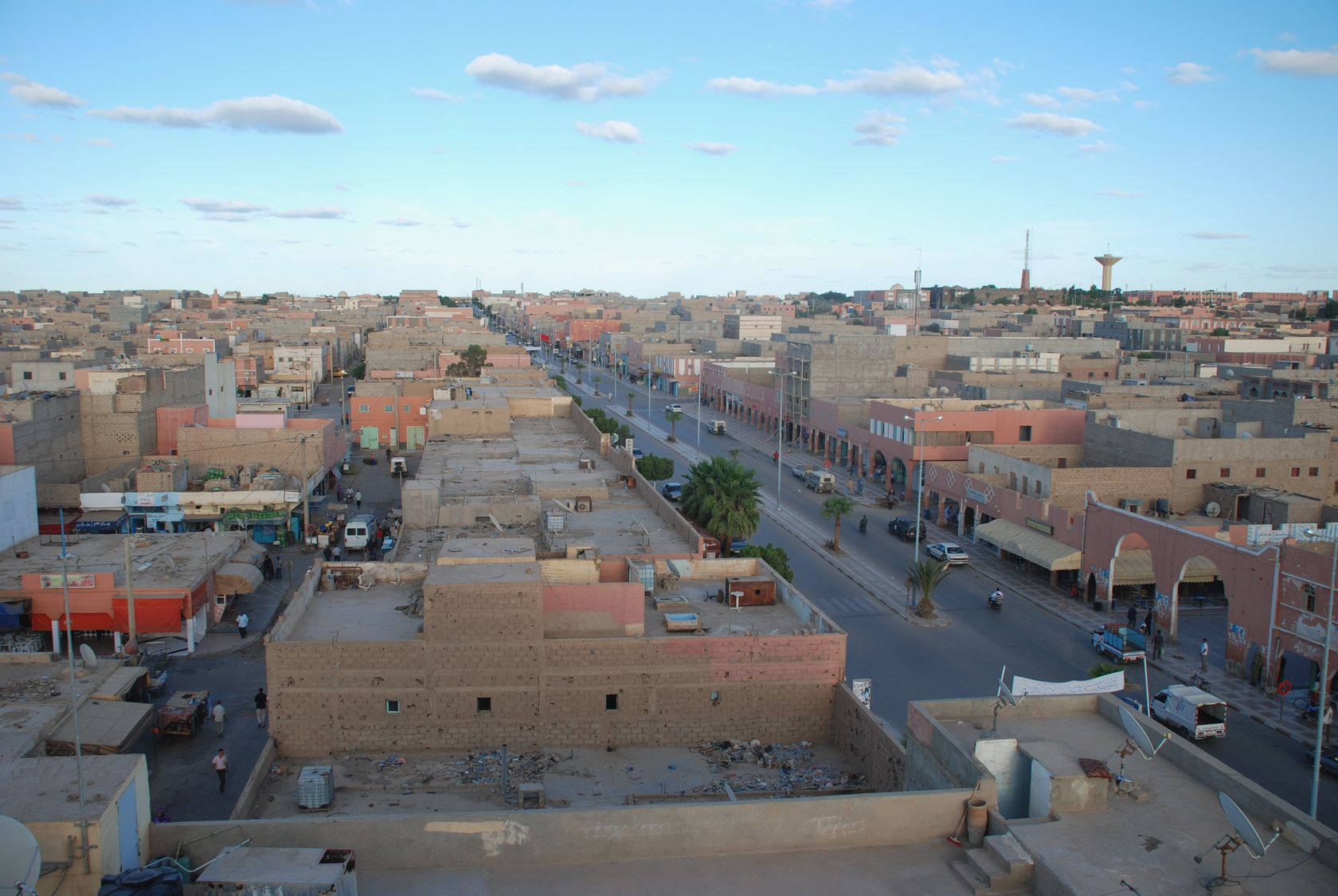
Smara, a quarta cidade mais populosa.

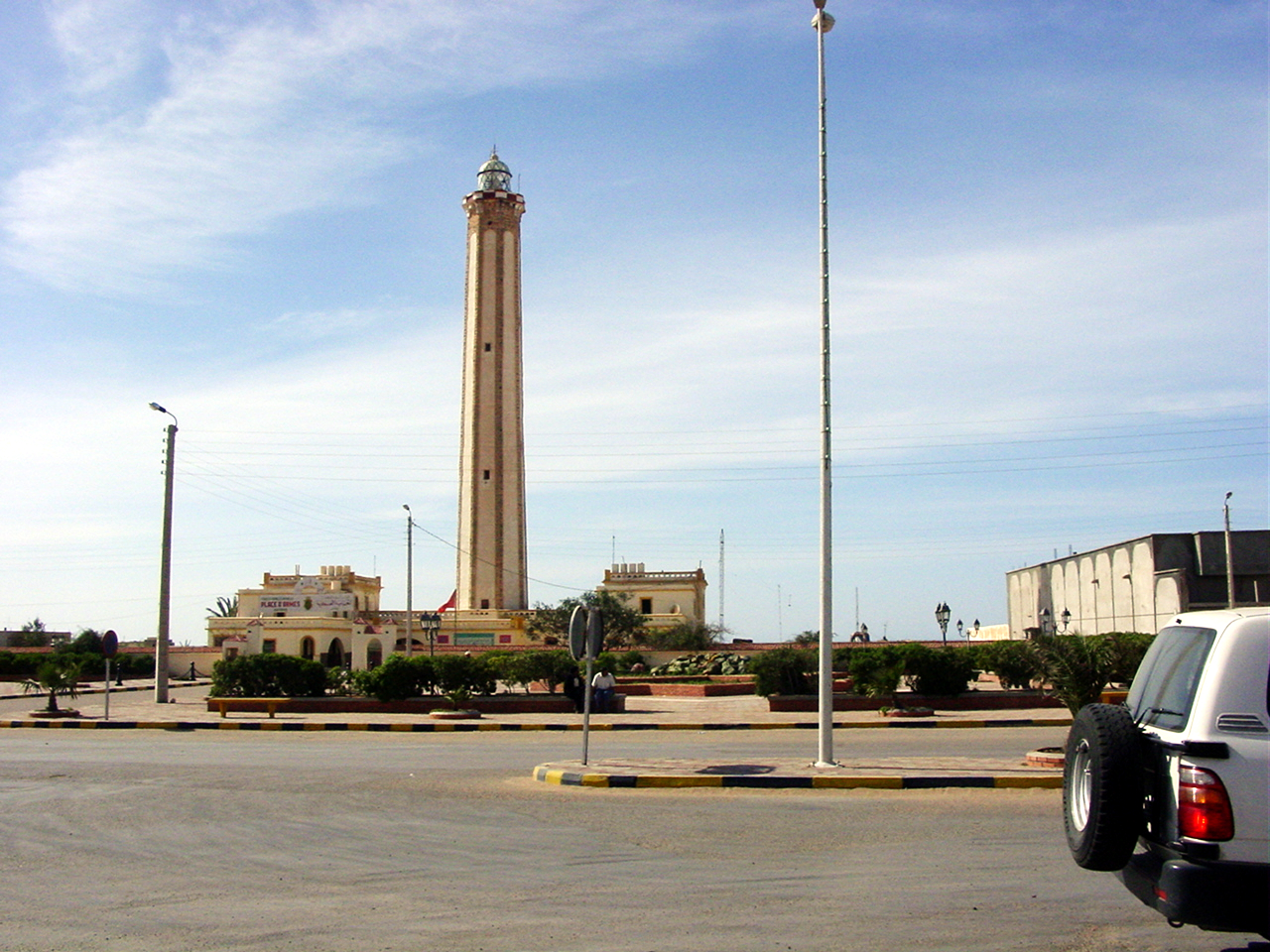
Bojador, terceira cidade mais populosa do Saara Ocidental.

Esta é uma lista de cidades no Saara Ocidental, território situado na África Setentrional e administrado por Marrocos, que o considera parte integrante de seu território.

## Localidades dasProvíncias Meridionais
- El Aiune, El Aaiún ou Laayoune (capital)
- Dakhla ou Ad-Dakhla - em espanhol: Villa Cisneros
- Smara, Semara ou Es-Semara - em espanhol: Esmara
- Bojador (Cabo Boujdour) - em espanhol: Cabo Bojador
- El Marsa[1]
- Haouza, Hawza ou Hausa
- Al Mahbes ou Mahbes
- Guelta Zemmur ou Guelta Zemour
- Bir Anzarane
- Tichla
- Aousserd, Auserd ou Ausert
- El Aargub
- Lemseid
- Umm Dreiga ou Oum Dreiga
- Jdiriya
- Farsia, Al-Farsiya ou El Farcya
- Bou Craa, Bo Craa, Bu Craa ou Boukra
- Sebaiera, Uad Sebaiera ou Zbayra
- Chalwa ou Cnalwa
- Aridal
- As-Sakn
- Al Ga'da
- Bir Gandus ou Bir Gandouz - - em espanhol: Bir Gandús
- Guerguerat[2]
- Amgala

## Localidades daZona Livre
- Bir Lehlou, Bir Lahlou ou Bir Lehlu
- Tifariti ou Tifarita
- Meharrize, Mheiriz ou Mehaires
- Zug, Zoug ou Sug
- Dougaj
- Agounit, Aghounit, Aghoueinit, Agueinit, Agwenit, Agwanit, Agüenit ou Aguanit
- Mijek, Miyek ou Miyec
- Lagouira ou El Gouera - em espanhol: La Agüera